# أدريان جارفيس
أدريان جارفيس (بالإنجليزية: Adrian Jarvis)‏ هو لاعب اتحاد الرغبي بريطاني، ولد في 12 ديسمبر 1983 في لندن في المملكة المتحدة.

## وصلات خارجية
- أدريان جارفيس على موقع دوري الرغبي الممتاز (الإنجليزية)
- أدريان جارفيس عل موقع إسبنسكروم (الإنجليزية)
- أدريان جارفيس على موقع ItsRugby.co.uk (الإنجليزية)